# János Urányi
János Urányi   (Balatonboglár, 24 de juny de 1924 - Budapest, 23 de maig de 1964) fou un piragüista en aigües tranquil·les hongarès que va competir durant les dècades de 1940 i 1950.
Durant la seva carrera esportiva va prendre part en tres edicions dels Jocs Olímpics d'Estiu, el 1948, 1952 i 1956. Destaca una cinquena posició en la prova del K-2, 10.000 metres del programa de piragüisme als Jocs de Londres de 1948, i sobretot, una medalla d'or en la mateixa prova als Jocs de Melbourne 1956. Formà parella amb László Fábián.
En el seu palmarès també destaquen dues medalles, una d'or i una de bronze, al Campionat del Món de piragüisme en aigües tranquil·les de 1958 i 1954, respectivament. Al Campionat d'Europa guanyà una medalla d'or, una de plata i dues de bronze en les edicions de 1957 i 1959.
Morí el 1964, amb 39 anys, per culpa d'una malaltia.